# Doogie Howser
Doogie Howser (Doogie Howser, M.D.) è una serie televisiva statunitense, ideata da Steven Bochco e da David E. Kelley, prodotta dal 1989 al 1993 dalla 20th Century Fox Television e che ha per protagonista Neil Patrick Harris.
Nel cast figurano anche Max Casella, James Sikking e Belinda Montgomery.
Della serie sono state prodotte 4 stagioni per un totale di 96 episodi. Negli Stati Uniti, è andata in onda sull'emittente televisiva ABC dal 19 settembre 1989 al 24 marzo 1993. In Italia, è stata trasmessa da Rai 2.

## Trama
Protagonista della serie è Douglas Howser, detto "Doogie" (interpretato da Neil Patrick Harris), un ragazzo prodigio che a soli 16 anni esercita già la professione di medico, dopo aver conseguito la laurea ad appena 14 anni ed essersi diplomato all'età di 10.
Attorno a lui "ruotano" gli altri personaggi: i genitori David (pure lui medico) e Katherine, l'inseparabile amico Vinnie (Max Casella), la fidanzata Wanda (Lisa Dean Ryan) e i colleghi e gli infermieri dell'Eastman Medical Center.

## Episodi
| Stagione         | Episodi | Prima TV USA | Prima TV Italia |
| ---------------- | ------- | ------------ | --------------- |
| Prima stagione   | 26      | 1989-1990    | 1992            |
| Seconda stagione | 25      | 1990-1991    | 1993-1994       |
| Terza stagione   | 24      | 1991-1992    | 1995            |
| Quarta stagione  | 22      | 1992-1993    | 1995-1996       |

- Edizione Italiana: Camilla Napoleone (RaiDue)
- Doppiaggio Italiano: C.D.C./SEFIT-CDC
- Sonorizzazione: STUDIO DUE (st. 1-2), FONO ROMA (st. 3-4)
- Dialoghi Italiani: Donatella Laureati
- Direzione del Doppiaggio: Luigi La Monica
- Assistente al Doppiaggio: Julie Gilardin
- Lavorazioni RVM: Angelo Tudini

## Reboot
Nell'aprile del 2020, viene annunciato il reboot della serie, intitolato Doogie Kameāloha, con Kourtney Kang che scriverà e sarà la produttrice esecutiva della serie.
La prima stagione della serie è composta da 10 episodi ed è stata distribuita su Disney+ a partire dall'8 settembre 2021.